# Јохан Јохансон
Јохан Гунар Јохансон (исл. Jóhann Gunnar Jóhannsson), (Рејкјавик, 19. септембар 1969 — Берлин, 9. фебруар 2018) је био исландски композитор 